# Красивый хохлатый тинаму
Красивый хохлатый тинаму, или великолепный тинаму (лат. Eudromia formosa), — вид птиц из семейства тинаму, рода хохлатые тинаму.

## Ареал
Красивый хохлатый тинаму обитает в центральной части Южной Америки. У этого вида птиц один непрерывный ареал на территории Парагвая и северной части Аргентины, размер которого по оценкам на 2016 год составляет около 292,000 кв. км. Попытки обнаружить красивых хохлатых Тинаму в Южной Боливии, на границе их ареала, не увенчались успехом. Эти птицы встречаются в диапазоне высот от уровня моря до 500 метров над уровнем моря. В их среду обитания входит лес и саванна.

## Внешний вид
Длина тела красивого хохлатого тинаму составляет примерно 39 см. Его верхняя часть от серовато-коричневого до черноватого цвета с несколькими разбросанными мелкими белыми пятнами. Нижняя же часть от бледно-охристого до беловатого цвета с выраженными черными полосами. На голове этой птицы черный гребень, длинный, тонкий и прямой. У представителей этого вида есть темная полоса за глазом, окаймленная сверху и снизу белыми полосами.

## Классификация
Международный союз орнитологов выделяет два подвида:
- Eudromia formosa formosa (Lillo, 1905)
- Eudromia formosa mira Brodkorb, 1938